# 上原晋
上原 晋（うえはら　すすむ、1918年 - 2015年 ）は、ラックス株式会社（現ラックスマン）の元開発担当常務。

## 経歴
経歴は以下のようになっている。1918年、兵庫県宝塚市に生まれ、1939年に株式会社錦水堂入社。1958年にMA-7Aモノラル真空管アンプ、6CA7の採用と高圧回路を採用して60wのハイパワーを実現した。